# Knut Rodhe
Knut Rodhe, född 28 december 1909 i Borås, död 27 mars 1999 i Saltsjöbaden, Nacka kommun, var en svensk jurist, specialiserad på civilrätt, och handelshögskolerektor.
Knut Rodhe disputerade i civilrätt 1941. Han var 1944–1970 professor i rättsvetenskap och i krediträtt 1970–1976 vid Handelshögskolan i Stockholm. Han var 1957–1963 och 1968–1970 Handelshögskolans rektor. Genom sin tjänst som rektor var Rodhe ex officio, genom sitt ämbete, garanterad en plats i Handelshögskolan i Stockholms direktion, högskolans högsta verkställande organ.
Han var son till landshövding Allan Rodhe, sonson till Edvard Herman Rodhe och brorson till Edvard Magnus Rodhe. Han var far till Henning Rodhe.
Knut Rodhes gränd, en kort gränd i anslutning till Saltmätargatan vid Handelshögskolans byggnader i Vasastan i Stockholm är namngiven efter honom. Knut Rodhe är begravd på Skogsö kyrkogård.

## Utmärkelser
- Kommendör av första klass av Nordstjärneorden, 3 december 1974.[3]